# Cantón de Niort-Oeste
El cantón de Niort-Oeste era una división administrativa francesa, que estaba situada en el departamento de Deux-Sèvres y la región de Poitou-Charentes.

## Composición
El cantón estaba formado por doscomunas, más una fracción de la comuna que le daba su nombre:
- Coulon
- Magné
- Niort (fracción)

## Supresión del cantón de Niort-Oeste
En aplicación del Decreto nº 2014-176 de 18 de febrero de 2014, el cantón de Niort-Oeste fue suprimido el 22 de marzo de 2015 y sus 3 comunas pasaron a formar parte; dos del nuevo cantón de Frontenay-Rohan-Rohan y la fracción de la comuna que le daba su nombre se unió con las demás para que, por medio de una reestructuración cantonal, fueran creados los nuevos cantones de Niort-1, Niort-2 y Niort-3.